# Medalia „A 60-a aniversare a eliberării Tiraspolului”

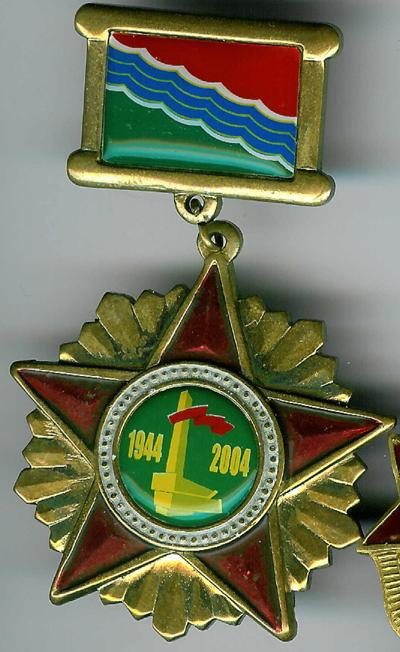
Medalia "A 60-a aniversare a eliberării Tiraspolului"

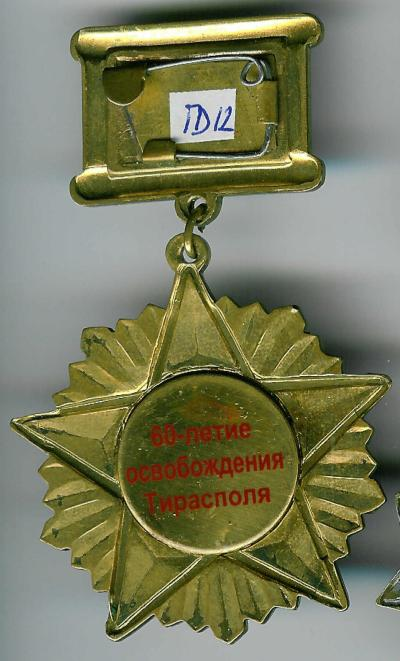
Reversul medaliei "A 60-a aniversare a eliberării Tiraspolului"

Medalia "A 60-a aniversare a eliberării Tiraspolului de armatele fasciste germane" este una dintre decorațiile jubiliare ale auto-proclamatei Republici Moldovenești Nistrene. Ea a fost înființată prin decret al președintelui RMN, Igor Smirnov, din anul 2004.

## Descriere
Medalia "A 60-a aniversare a eliberării Tiraspolului" este decernată veteranilor Marelui Război pentru Apărarea Patriei (1941-1945), care au luat parte în anul 1944 la eliberarea orașului Tiraspol de către armatele fasciste germane. 
Medalia este confecționată din alamă și are o calitate proastă a smalțului, semănând mai mult cu o insignă.